# هامبورگ-واندسبک
واندسبک (به آلمانی: Hamburg-Wandsbek) یک منطقهٔ مسکونی در آلمان است که در هامبورگ واقع شده‌است. واندسبک ۳۲٬۳۵۰ نفر جمعیت دارد.